# Nycteola fasciatum
Nycteola fasciatum är en fjärilsart som beskrevs av Anders Jahan Retzius 1783. Nycteola fasciatum ingår i släktet Nycteola och familjen trågspinnare. Inga underarter finns listade i Catalogue of Life.